# Ichneumon kodiakensis
Ichneumon kodiakensis là một loài tò vò trong họ Ichneumonidae.